# Deutsche Gesellschaft für Post- und Telekommunikationsgeschichte
Die Deutsche Gesellschaft für Post- und Telekommunikationsgeschichte e. V. (DGPT) zählt mit etwa 7.000 Mitgliedern (Stand: 2022) zu den größten Geschichtsvereinen in Europa.
Als Gesellschaft für deutsche Postgeschichte e. V., so der ursprüngliche Name des Vereins, hatte die Gesellschaft in den ersten Jahrzehnten ihres Bestehens eine enge Bindung zur Deutschen Bundespost. Mit der Umstrukturierung der Postverwaltung in Deutschland seit Ende der 1980er Jahre haben sich diese institutionellen Wurzeln gelockert. Der gemeinnützige Verein finanziert sich heute allein aus Mitgliedsbeiträgen und Spenden.
Seit 1953 gibt der Verein eine eigene Mitgliederzeitschrift heraus. Als Archiv für Deutsche Postgeschichte erschien die Zeitschrift bis 1994, 1995–2001 als Post- und Telekommunikationsgeschichte. Heute wird die Zeitschrift als Das Archiv. Magazin für Kommunikationsgeschichte vier Mal im Jahr publiziert.

## Geschichte

### Ursprünge in Bayern

#### Die Gesellschaft zur Erforschung der Postgeschichte in Bayern
Die Ursprünge der Deutschen Gesellschaft für Post- und Telekommunikationsgeschichte gehen auf eine bayerische Initiative zurück. Im Dezember 1921 bildete sich in München eine Anschrift zur Erforschung der bayerischen Postgeschichte. Bereits im Jahr darauf folgte die formelle Gründung der Gesellschaft zur Erforschung der bayerischen Postgeschichte (später auch Gesellschaft zur Erforschung der Postgeschichte in Bayern genannt). Dieser Verein ist der älteste und erste seiner Art. Denn anders als die zahlreichen philatelistischen Vereine, die bereits ab der zweiten Hälfte des 19. Jahrhunderts in ganz Deutschland entstanden, ist dieser posthistorisch orientierte Geschichtsverein keine Interessenvertretung von (Briefmarken-)Sammlern. Seine Vereinstätigkeit wurde vielmehr vom ersten Tag an durch die enge Bindung an die Postverwaltung und ihre Mitarbeiter entscheidend geprägt.

#### Karl Stingl und die Abteilung VI in München
Mit dem Poststaatsvertrag vom 1. April 1920 wurde erstmals für das gesamte Deutsche Reich eine einheitliche Postverwaltung geschaffen. Damit musste die bis dahin unabhängige bayerische Post- und Telegraphenverwaltung in der sogenannten Verreichlichung ihre Selbstständigkeit endgültig aufgeben. Mit dem Verlust an Autonomie in der Verwaltungsrealität wuchs gleichzeitig der Wunsch, die bayerische Postgeschichte forschend in Erinnerung zu erhalten. Dabei bildeten personelle Überschneidungen und enge Verknüpfungen mit der neuen Postverwaltung die Basis für die Vereinstätigkeit der Gesellschaft. So liefen anfangs alle Fäden in der neu eingerichteten Sonderabteilung des Reichspostministeriums in München zusammen. Karl Stingl, 1921 Leiter der Abteilung und späterer Reichspostminister, übernimmt die Geschäftsführung der Gesellschaft und überträgt deren gesamten Geschäftsbetrieb seiner Sonderabteilung.

#### Archiv für Postgeschichte in Bayern
Bereits 1922 gab die Gesellschaft in Zusammenarbeit mit der Zeitschrift Das Bayerland posthistorische Artikel heraus. Drei Jahre später veröffentlichte die Gesellschaft erstmals mit dem Archiv für Postgeschichte in Bayern zusammen mit dem Reichspostministerium eine eigene posthistorische Zeitschrift. Nicht nur im Titel, auch in Aufmachung und inhaltlicher Ausrichtung wurde das bayerische Archiv direktes Vorbild für das spätere Archiv für deutsche Postgeschichte, heute Das Archiv. Magazin für Kommunikationsgeschichte. Mit einer kurzen kriegsbedingten Unterbrechung erschien die bayerische Zeitschrift wieder ab 1949, ab 1950 in Zusammenarbeit mit der Deutschen Bundespost und bis 1995 parallel zum Archiv für deutsche Postgeschichte.

#### Das Ende der bayerischen Gesellschaft
Bis Mitte der 1990er Jahre wurde die Umstrukturierung der deutschen Postverwaltung abgeschlossen und die Nachfolgeunternehmen der Bundespost zogen sich aus der Förderung des bayrischen Vereins zurück. Das Fortbestehen der bayerischen Gesellschaft schien gefährdet. Letzte Rettung war schließlich 1995 die Verschmelzung mit der Gesellschaft für deutsche Postgeschichte. Die gut 4000 Mitglieder aus Bayern wurden daraufhin in die DGPT als neugeschaffene Region Süd integriert. Das Archiv für Postgeschichte in Bayern wurde aus Kostengründen als eigenständige Zeitschrift eingestellt. Mit einer Ausgabe des Archiv für deutsche Postgeschichte der Region Süd wurde die Tradition der bayrischen Zeitschrift bis 2001 fortgeführt.

### Gründung

#### Vorgeschichte
Schon die Gründer der Gesellschaft zur Erforschung der bayerischen Postgeschichte dachten an eine Vereinstätigkeit, die regional über Bayerns Grenzen hinausreicht. Im März 1922 forderte Karl Stingl als Geschäftsführer der bayerischen Gesellschaft in einem Schreiben an sämtliche Oberpostdirektionen dazu auf, in jedem Postverwaltungsbezirk einen Referenten für die Erforschung der regionalen Postgeschichte abzustellen. Inwieweit dieser Aufruf zu Reaktionen führte, ist heute nicht mehr auszumachen. Umfassend realisiert werden seine Ideen aber erst nach dem Ende des Zweiten Weltkriegs 1949 mit der Gründung der Gesellschaft für Deutsche Postgeschichte.
Den unmittelbaren Anstoß für die Gründung dieser deutschlandweit aktiven Gesellschaft gab der stellvertretende Direktor der damaligen Hauptverwaltung für das Post- und Fernmeldewesen des vereinigten Wirtschaftsgebiets (HVPF), Zaubitzer. In einem Schreiben an alle Oberpostdirektionen im Februar 1949 regte er die Einrichtung eines Vereins an, um alle Freunde der Postgeschichte und Postgeschichtsforscher und -schreiber zusammenzuschließen und die Erforschung der Postgeschichte neu zu beleben. Bereits in diesem ersten Aufruf setzte Zaubitzer das Fundament für die institutionelle Anbindung, die den Verein mit der Deutschen Bundespost von Beginn an verknüpfte. Er verortete die Postgeschichtsforschung innerhalb der Institution Post und schrieb, dass eine erfolgreiche Forschung aus der Initiative der Beamtenkreise entspringe und die Postgeschichte ihre besten Förderer in den Angehörigen der Deutschen Post finde.

#### Gründung  in Miltenberg

Grußtelegramm an die Teilnehmer der posthistorischen Tagung in Miltenberg, 1949

Diese Ideen wurden auf einer posthistorischen Tagung vom 21. bis 23. Juni 1949 in Miltenberg konkretisierte. Unter den 27 Teilnehmern waren 25 Vertreter der HVPF und der Oberpostdirektionen (OPD) sowie zwei Vertreter der Gesellschaft zur Erforschung der Postgeschichte in Bayern. Nicht wenige von ihnen waren posthistorisch „vorbelastet“ und haben sich schon vor dem Krieg mit Forschungsarbeiten zur Postgeschichte hervorgetan. Neben Konrad Schwarz zum Beispiel, der Die Entwicklung der Deutschen Post (1931) verfasste, nahm auch Karl Sautter an der Tagung teil. Seine Geschichte der Deutschen Post, deren erster Band 1928 erschien, ist ein Grundlagenwerk zur Postgeschichte. Am letzten Tag der Veranstaltung wurde die Einrichtung der Gesellschaft für Deutsche Postgeschichte beschlossen. Als Dachorganisation sollte sie der Zusammenfassung regionaler Bezirksgruppen dienen, die sich an den Verwaltungsbereichen der Oberpostdirektionen orientieren. Schon seinerzeit wurde eine Zeitschrift als zweites Standbein der Vereinstätigkeit formuliert. Diese Publikationstätigkeit wurde ab 1953 mit dem Archiv für Deutsche Postgeschichte zum Schwerpunkt der Vereinstätigkeit.
Obwohl der Verein mit Wirkung zum 1. August 1949 in Miltenberg gegründet wurde, stellte man die offizielle Gründung im Wissen der bevorstehenden Bildung der Deutschen Bundespost zurück. Knapp zwei Monate nach dem Startschuss der Deutschen Bundespost wurde am 30. Mai 1950 auf einer erneuten Gründungsversammlung die Vereinsgeburt mit Wirkung zum 1. Juli 1950 besiegelt und ein neues Gründungsprotokoll dem Frankfurter Amtsgericht vorgelegt. Die Eintragung ins Vereinsregister erfolgte schließlich am 22. Februar 1951.

### Institutionelle Bindung an die Bundespost

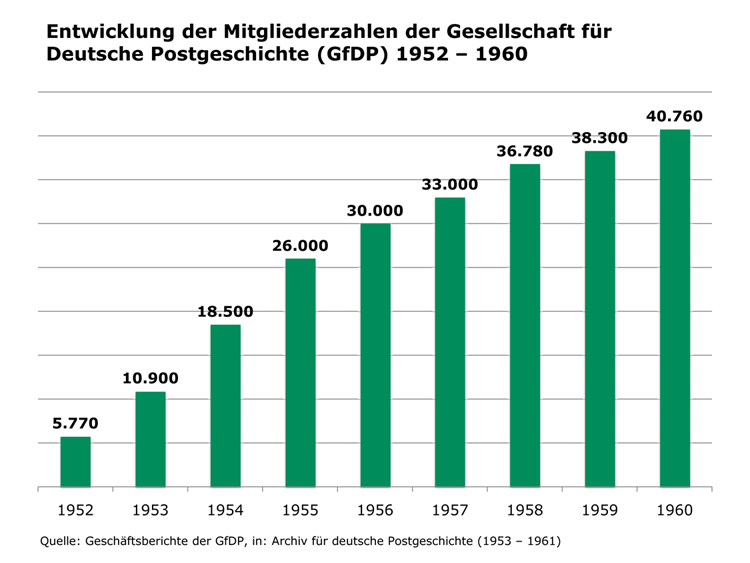
Entwicklung der Mitgliederzahlen in den ersten Jahren des Vereinsbestehens

#### Die Entstehung der Bezirksgruppen
Die ersten Jahre des Vereinsbestehens standen ganz im Zeichen der Mitgliederakquise. Dabei bediente sich die Gesellschaft der Institution Post, deren Mitarbeiter die primäre Zielgruppe des Vereins waren. Am 30. Juli 1951 wurden erstmals die Oberpostdirektionen zur Gründung von regionalen Bezirksgruppen aufgerufen. Schon im Juni 1952 waren es 15. Zum Januar 1953 zählt die Gesellschaft bereits 18 Bezirksgruppen auf dem Bundesgebiet und eine in West-Berlin. Als 1957 auch in Saarbrücken eine Oberpostdirektion eingerichtet wurde, gründete sich vor Ort die 20. Bezirksgruppe der Gesellschaft. Damit war die Gesellschaft in allen Oberpostdirektionen der Bundespost vertreten. Davon ausgenommen waren München und Regensburg, wo die Gesellschaft zur Erforschung der Postgeschichte in Bayern aktiv war.
Mit der Werbung vor Ort stiegen die Mitgliederzahlen schnell an. Nach sieben Jahren des Vereinsbestehens zählt die Gesellschaft bereits mehr als 30.000 Mitglieder. Die stetig wachsenden Mitgliederzahlen prägten das Vereinsleben bis weit in die 1980er Jahre. 1984 erreichten sie schließlich mit über 59.000 Menschen ihren Zenit. Zu diesem Zeitpunkt waren gut 10 % aller Mitarbeiter der Bundespost auch Mitglied der Gesellschaft.

#### Die Gesellschaft und die Postreform
40 Jahre profitierte die Gesellschaft von der engen Bindung an die Deutsche Bundespost. Die Privatisierung der deutschen Postverwaltung stürzte den Verein jedoch in eine strukturelle Krise. Die 1990er Jahre standen ganz in dem Bemühen, sich der neuen Situation anzupassen. Bis 1995 wurde eine grundsätzliche Neuorganisation beschlossen, die beispielsweise auch die regionale Struktur der Gesellschaft betraf. So wurden die 21 Bezirksgruppen auf sechs Regionalbereiche reduziert, die erstmals auch Ostdeutschland organisatorisch miteinbeziehen. Die Geschäftsstelle konzentrierte seitdem sämtliche Verwaltungsabläufe in Frankfurt. Daneben erfolgte die Umbenennung in Deutsche Gesellschaft für Post- und Telekommunikationsgeschichte e. V. Auch der Zweck des Vereins wurde offener formuliert und nennt statt „der Pflege und Erforschung der deutschen Post- und Fernmeldegeschichte“ allgemeiner die „Volks- und Berufsbildung durch die Pflege und Erforschung der Kommunikationsgeschichte“.

## Die Gesellschaft heute

Die Regionen der DGPT heute

### Ziele und Zweck
Die DGPT „erforscht und vermittelt die Geschichte und Entwicklung der Post und der Telekommunikation“. Diese Ziele erreicht sie durch
- die Unterstützung und Beratung von Institutionen und Unternehmen
- die Beratung und wissenschaftliche Information aller, die an der Geschichte der Post und Telekommunikation interessiert sind
- das Zusammenwirken mit Organisationen und Vereinigungen gleicher Zielrichtung
- die Herausgabe einer post- und telekommunikationsgeschichtlichen Zeitschrift

### Aufbau und Organe

#### Die Mitglieder und die Regionalbereiche
Der Verein gliedert sich seit 1995 in sechs Regionalbereiche. Seitdem sind auch die neuen Bundesländer organisatorisch eingebunden.
| NORD:    | Schleswig-Holstein, Hamburg, Bremen, nördlicher Teil von Niedersachsen, Mecklenburg-Vorpommern |
| WEST:    | Nordrhein-Westfalen, nordwestlicher Teil von Rheinland-Pfalz, Saarland                         |
| MITTE:   | Hessen, Thüringen, südlicher Teil von Niedersachsen                                            |
| OST:     | Brandenburg, Berlin, Sachsen, Sachsen-Anhalt                                                   |
| SÜDWEST: | Baden-Württemberg, südöstlicher Teil von Rheinland-Pfalz                                       |
| SÜD:     | Bayern                                                                                         |

Über die Zugehörigkeit der Mitglieder zu einem Regionalbereich entscheidet in der Regel der Wohnsitz. Die Mitglieder einer Region wählen alle drei Jahre einen regionalen Vorstand aus Vorsitzendem, stellvertretendem Vorsitzenden und dem Geschäftsführer. Ein regionaler Redakteur unterstützt zudem die Redaktion des ARCHIV bei ihrer Arbeit.
Die Mitgliederzahl ist seit Jahren rückläufig, waren es im Dezember 2009 noch ca. 15.000, so waren es im Mai 2017 noch um die 10.000 und 2022 etwa 7.000.

#### Vorstand
Der Vorstand besteht aus der/dem Vorsitzenden sowie einem Stellvertreter und dem Geschäftsführer (aktuell Helmut Gold). Daneben gibt es im erweiterten Vorstand jeweils einen Sitz der Museumsstiftung Post und Telekommunikation und der Stiftung zur Förderung der Philatelie und Postgeschichte zusätzlich können zwei „Vertreter der Vertreterversammlung“ gewählt werden.
Das Amt des Vorsitzenden hat seit 2013 Walter Scheurle inne, er löste Lieselotte Kugler ab. Zum stellvertretenden Vorsitzenden wurde ebenfalls 2013 Jürgen Hagenkötter gewählt.

#### Die Geschäftsstelle
Die Geschäftsstelle der DGPT befindet sich in Frankfurt.

### Partner und Kooperationen
Die Museumsstiftung
In den Museen für Kommunikation, den ehemaligen deutschen Postmuseen, hat die DGPT einen starken Partner gefunden. Die drei Museen für Kommunikation in Berlin, Frankfurt und Nürnberg sowie das Archiv für Philatelie in Bonn sind seit 1995 in der Museumsstiftung Post und Telekommunikation zusammengefasst. Als Stiftung des öffentlichen Rechts wird sie in einem Public Private Partnership durch die Deutsche Post AG und Deutsche Telekom AG getragen. Seit 2002 erscheint DAS ARCHIV in enger Zusammenarbeit mit der Museumsstiftung und ist damit – neben der Ausrichtung als Fachzeitschrift – zum Museumsmagazin geworden.

### Archivalien
- Bayrische Postgeschichte, Schreiben Karl Stingls an sämtliche Oberpostdirektionen, 22. März 1922, Vereinsarchiv der DGPT
- Schreiben von Zaubitzer an die Oberpostdirektionen, Februar 1949, Vereinsarchiv der DGPT (PDF-Datei)
- Bericht über die Entwicklung der „Gesellschaft für Deutsche Postgeschichte“, undatiert [1952/53], Vereinsarchiv der DGPT

### Satzung
- Unterzeichnete Satzung der Gesellschaft für Deutsche Postgeschichte e. V., gültig ab 1. August 1949, Vereinsarchiv der DGPT
- Unterzeichnete Satzung der „Gesellschaft für Deutsche Postgeschichte e. V.“, gültig ab 1. Juli 1950, Vereinsarchiv der DGPT
- Satzung der Gesellschaft für deutsche Postgeschichte e. V. in Bonn, gültig ab 1. Januar 1964, in: Archiv für deutsche Postgeschichte, hrsg. von der Gesellschaft für deutsche Postgeschichte, 12. Jg., H. 1, 1964, ISSN 0003-8989, S. 66–67
- Satzung der Deutschen Gesellschaft für Post- und Telekommunikationsgeschichte e. V., gültig ab 13. März 1995, in: Post- und Telekommunikationsgeschichte, hrsg. von der Deutschen Gesellschaft für Post- und Telekommunikationsgeschichte e. V., 43. Jg., H. 1, 1995, ISSN 0003-8989, S. 117–120
- Satzung der Deutschen Gesellschaft für Post- und Telekommunikationsgeschichte e. V., gültig ab 25. September 2008, Online

### Geschäftsberichte
- Geschäftsbericht der Gesellschaft für Deutsche Postgeschichte für das Jahr 1963, in: Archiv für deutsche Postgeschichte, hrsg. von der Gesellschaft für deutsche Postgeschichte, 12. Jg., H. 2, 1964, ISSN 0003-8989, S. 67